# Agelasta mouhotii
Agelasta mouhotii is een keversoort uit de familie van de boktorren (Cerambycidae). De wetenschappelijke naam van de soort werd voor het eerst geldig gepubliceerd in 1862 door Francis Polkinghorne Pascoe. De soort komt voor in Cambodja. Ze is genoemd naar Henri Mouhot, die de fauna van Cambodja en Thailand bestudeerde.